# Bertrand z Blancfortu
Bertrand z Blancfortu, Bertrand de Blanchefort nebo také jen Blanquefort (1109 – 2. února 1169) byl šestý velmistr Templářů a to od roku 1156 až do své smrti v roce 1169.
Pocházel pravděpodobně z Toulouse, kde po jeho vstoupení k templářům složila bohaté dary ve prospěch řádu.
Již od mládí se cvičil v boji, ale když zastával úřad velmistra, dával přednost vyjednávání a diplomacii. Je považován za jednoho z nejvýznamnějších administrátorů mezi všemi templářskými velmistry a je znám jako velký reformátor řádu.
Velmistrem byl zvolen v říjnu roku 1156. Již na počátku svého vedení řádu, 19. července roku 1157, když bojoval na straně krále Balduina III. Jeruzalémského proti tureckému sultánovi Núr ad-Dínovi, byl u řeky Jordán, v místě zvaném Jakubův brod spolu s 88 svými bratřími a 300 světskými rytíři zajat a téměř tři roky byl držen ve vězení Aleppu; poté získal svobodu v rámci mírové smlouvy mezi Núr ad-Dínem a byzantským císařem Manuelem I. Komnenem spolu s dalšími 6 000 křesťanskými zajatci. Se svými rytíři se účastnil třech výprav krále Amalricha I. do Egypta v letech 1163, 1164 a 1167; tyto akce však byly velmi finančně náročné a ztroskotaly na nedostatku prostředků. Vztahy s Amalrichem se pokazily poté, co král obvinil 60 templářů ze zbabělosti. Čtvrtou výpravu v roce 1168 již velmistr Bertrand nepodpořil, neboť by byla porušením smlouvy, kterou několik měsíců předtím uzavřel templář Geoffroy de Foulcher s chalífou Egypta; obával se také, že tato invaze povede ke sjednocení muslimů. To se také skutečně stalo, tato výprava skončila porážkou, značnými ztrátami a ztrátou egyptského spojence. Toho se však již Bertrand nedožil – zemřel 2. února 1169 při inspekci farnosti v Remeši.

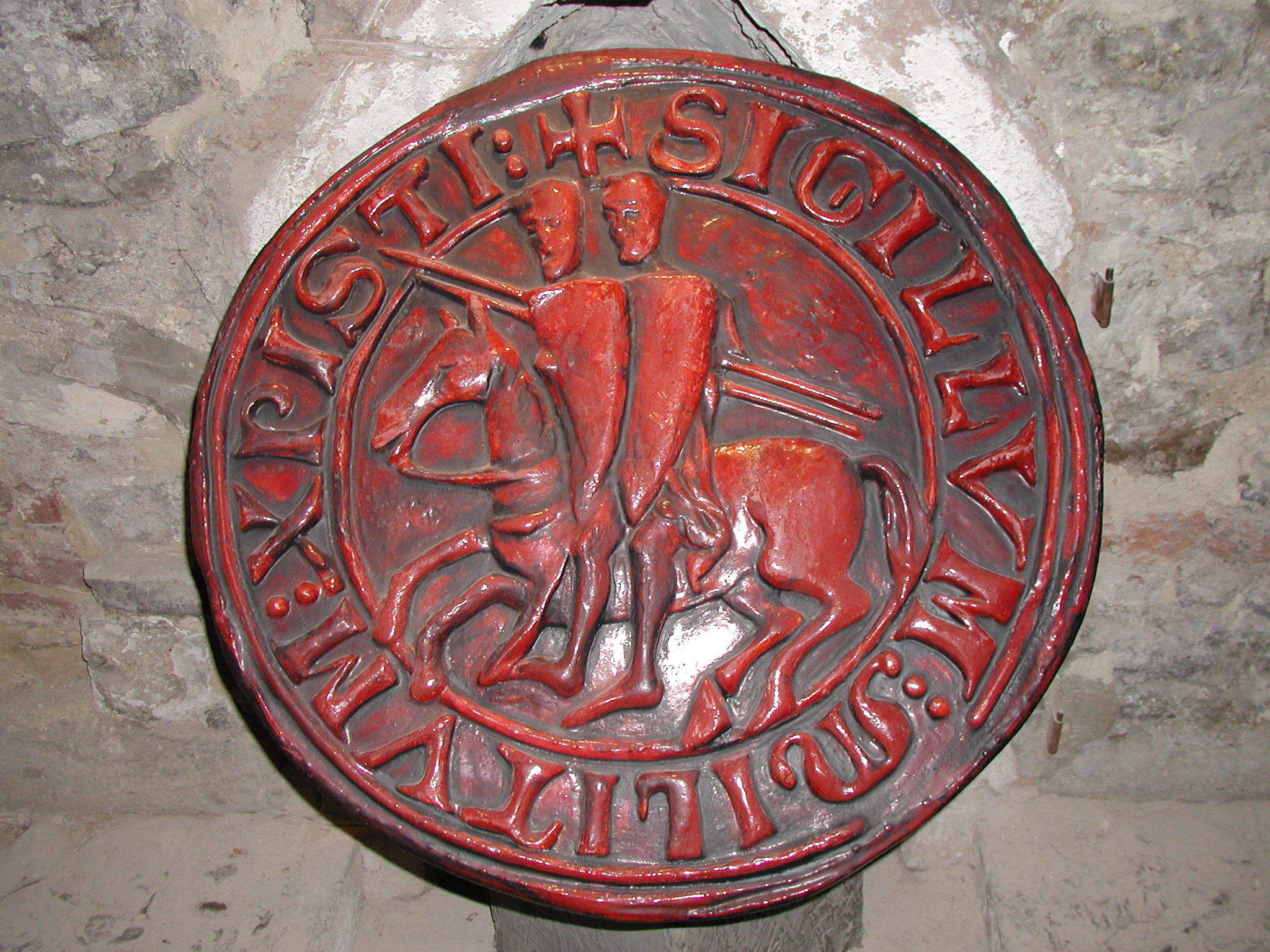
Pečeť templářského řádu

Na své pečeti z roku 1157 použil Bertrand poprvé motiv dvou rytířů na jednom koni.